# Klauzula wykonalności
Klauzula wykonalności – urzędowy akt sądu stwierdzający na wniosek wierzyciela lub z urzędu, że dany dokument jest tytułem wykonawczym, wskutek czego wszelkie urzędy lub osoby, których może dotyczyć, obowiązane są podporządkować mu się i udzielić pomocy przy jego realizacji. 
Istotą klauzuli wykonalności jest autorytatywne stwierdzenie, że dany tytuł egzekucyjny nadaje się do wykonania w drodze przymusu (zazwyczaj w trybie egzekucji sądowej). Tytuł egzekucyjny opatrzony klauzulą wykonalności staje się tytułem wykonawczym. Nadanie klauzuli wykonalności, stanowi przyzwolenie sądu, na wszczęcie postępowania egzekucyjnego przez organ do tego uprawniony np. komornika sądowego, o egzekucję należności pieniężnych bądź niepieniężnych, przy czym klauzula wykonalności, może zostać nadana tytułowi egzekucyjnemu, który nie jest orzeczeniem pochodzącym od sądu. 
Klauzula wykonalności jako czynność techniczna, polega na umieszczeniu treści wskazującej kto, komu i ile, tj. w jakim zakresie dłużnik odpowiada względem wierzyciela. Treść klauzuli wykonalności jest ściśle określona przez rozporządzenie ministra sprawiedliwości, 
W przypadku tytułów egzekucyjnych wydawanych w postaci orzeczeń sądowych,  aby uzyskać klauzulę wykonalności, czyli żeby dane orzeczenie stało się tytułem wykonawczym - uprawniającym do jego wykonania w drodze egzekucji komorniczej - musi ono najpierw uzyskać przymiot prawomocności, bądź spełniać przesłanki orzeczenia, które będzie oznaczone jako natychmiast wykonalne.  
Uzyskanie klauzuli wykonalności otwiera drogę do wszczęcia postępowania egzekucyjnego przez komornika sądowego. Klauzulę wykonalności Sąd wydaje tylko raz, tylko w wyjątkowych sytuacjach wydaje się jej odpis.

## Postępowanie klauzulowe
Postępowanie o nadanie klauzuli wykonalności tytułowi egzekucyjnemu uregulowano w art. 776-795 (dział II tytułu I części trzeciej) Kodeksu postępowania cywilnego, a szczegóły techniczne zawarto w §§ 221-223 i 226 regulaminu sądowego. 

### Tryb postępowania
Zasadą jest wszczynanie postępowania na wniosek wierzyciela, niekiedy tylko sąd nadaje klauzulę wykonalności z urzędu. O nadaniu klauzuli wykonalności sąd orzeka postanowieniem na posiedzeniu niejawnym bez udziału stron. Sąd doręcza postanowienie wierzycielowi. W przedmiocie doręczania postanowienia klauzulowego dłużnikowi, zachodzi zjawisko tzw. regionalizacji prawa, tzn. w różnych okręgach sądowych występuje różna praktyka. W niektórych okręgach to sąd z urzędu doręcza dłużnikowi postanowienie klauzulowe, w innych - dłużnik otrzymuje postanowienie dopiero wraz z zawiadomieniem komornika o wszczęciu egzekucji. Rozbieżności te wynikają z odmiennej interpretacji art. 795 § 2 Kodeksu postępowania cywilnego. Stanowi on, że dla wierzyciela siedmiodniowy termin do zaskarżenia postanowienia biegnie od dnia doręczenia mu postanowienia przez sąd, a dla dłużnika - od dnia doręczenia mu zawiadomienia o wszczęciu egzekucji.
Również postanowieniem sąd oddala wniosek o nadanie klauzuli wykonalności, gdy brak podstaw do jej nadania.
Właściwość miejscowa sądu jest określona przepisami Kodeksu postępowania cywilnego (art. 781) i jest właściwością wyłączną, tj. nie podlega zmianie przez odmienny wybór wierzyciela.

### Zakres kognicji sądu
Zakres badania sprawy przez sąd w tym postępowaniu jest ograniczony i sprowadza się do stwierdzenia, czy dokument, który ma być opatrzony klauzulą wykonalności, stanowi tytuł egzekucyjny w rozumieniu art. 777 Kodeksu postępowania cywilnego. W niektórych przypadkach (np. bankowego tytułu egzekucyjnego, aktu notarialnego zawierającego oświadczenie o poddaniu się egzekucji, lub orzeczenia określającego warunki jego wykonalności) sąd bada także, czy wierzyciel spełnił warunki określone w tytule egzekucyjnym lub oświadczeniu o poddaniu się egzekucji. W przypadku bankowego tytułu egzekucyjnego sąd bada także, czy dłużnik poddał się egzekucji oraz czy roszczenie objęte tytułem wynika z czynności bankowej dokonanej bezpośrednio z bankiem lub z zabezpieczenia wierzytelności banku wynikającej z tej czynności.
Choć nie wynika to wprost z ustawy, tytułem egzekucyjnym może być tylko taki dokument, który w swojej treści wskazuje i dostatecznie wyraźnie określa obowiązek nadający się do przymusowego wykonania oraz osobę, która powinna ten obowiązek spełnić. To również bada sąd w postępowaniu klauzulowym. Jeżeli jest to potrzebne, w treści klauzuli należy oznaczyć zakres, w którym uprawnia ona do egzekucji (np. jeśli wykonalność odnosi się tylko do niektórych osób wymienionych w tytule). 
W żadnym wypadku sąd nie bada istnienia lub zasadności roszczenia objętego tytułem egzekucyjnym. Kwestie te nie podlegają rozpoznaniu nawet po wniesieniu zażalenia lub skargi przez dłużnika. 

### Forma orzeczenia
Zgodnie z przepisem § 194 klauzula wykonalności jest umieszczana na wypisie orzeczenia (w myśl § 182 regulaminu sądowego z 2007 r. sąd nie wydawał oddzielnego postanowienia nadając klauzulę wykonalności orzeczeniu sądu albo ugodzie zawartej przed sądem). Nieobowiązujący przepis należało rozumieć w ten sposób, że nie sporządza się wtedy oddzielnego dokumentu postanowienia z uzasadnieniem. Przepis ten został uznany za niezgodny z Konstytucją, jednakże ze względu na rozbieżną interpretację sentencji wyroku Trybunału Konstytucyjnego, w niektórych okręgach sądowych sądy nadawały klauzulę wykonalności poprzez samo tylko naniesienie pieczęci lub nadruku na odpis orzeczenia lub ugody, w innych zaś wydawały w tej sprawie odrębne postanowienia z uzasadnieniem.

### Klauzula wykonalności prosta i rozszerzona
Co do zasady klauzulę wykonalności nadaje się przeciwko osobie wskazanej w treści tytułu egzekucyjnego jako zobowiązany (dłużnik) i na rzecz osoby wskazanej jako uprawniony (wierzyciel). Jeśli przepisy prawa to dopuszczają, można tytułowi egzekucyjnemu nadać klauzulę wykonalności przeciwko lub na rzecz innych osób niż wymienione w tytule. Jest to tzw. klauzula rozszerzona lub konstytutywna. Ogólnie rzecz biorąc jest to dopuszczalne przy przejściu praw lub obowiązków określonych w tym tytule i ma na celu uniknięcie konieczności wytaczania kolejnego procesu. Przepisy przewidują także wyjątkowo dopuszczalność prowadzenia egzekucji przeciwko innym osobom bez potrzeby uzyskiwania klauzuli rozszerzonej na te osoby (np. z wynagrodzenia za pracę wchodzącego do majątku wspólnego dłużnika i jego małżonka).

### Zaskarżalność
Na nadanie klauzuli wykonalności lub jego odmowę przysługuje w terminie tygodniowym zażalenie - jeśli klauzulę nadał sąd, lub skarga - jeśli nadał ją referendarz sądowy. Termin ten biegnie dla wierzyciela od dnia doręczenia mu postanowienia przez sąd, a dla dłużnika - od dnia doręczenia mu zawiadomienia o wszczęciu egzekucji. Przyjmuje się, że dłużnikowi nie służy środek zaskarżenia na postanowienie odmowne, ponieważ nie narusza ono jego praw.
W zażaleniu lub skardze można skutecznie podnosić tylko zarzuty związane z przesłankami nadania klauzuli wykonalności (np. że orzeczenie sądowe jest nieprawomocne, ani nie posiada rygoru natychmiastowej wykonalności). Bezskuteczne są natomiast zarzuty dotyczące zasadności roszczenia objętego tytułem wykonawczym. Środkiem obrony dłużnika w egzekucji o charakterze merytorycznym jest powództwo przeciwegzekucyjne.

### Podsumowanie
Postępowanie o nadanie klauzuli wykonalności tytułowi egzekucyjnemu nie ma jasno określonego charakteru. Z całą pewnością nie jest postępowaniem rozpoznawczym, ponieważ nie rozstrzyga się w nim o zasadności roszczeń stron. Nie ma również charakteru postępowania egzekucyjnego, bo nie zmierza bezpośrednio do realizacji obowiązku określonego w tytule egzekucyjnym. Ze względu na usytuowanie go w części kpc obejmującej postępowanie egzekucyjne uważa się jednak najczęściej, że należy do postępowania egzekucyjnego jako jego wstępny, specyficzny etap.

## Brzmienie klauzuli wykonalności
Klauzula wykonalności przybiera postać wzmianki umieszczonej na tytule egzekucyjnym poprzez odciśnięcie pieczęci lub nadruk. Treść tej wzmianki jest określona rozporządzeniem Ministra Sprawiedliwości z 6 sierpnia 2014 roku. Brzmi ona obecnie: 

W imieniu Rzeczypospolitej Polskiej, dnia ….. 20….. r. Sąd ….. w ….. stwierdza, że niniejszy tytuł uprawnia do egzekucji w całości/w zakresie ….. oraz poleca wszystkim organom, urzędom oraz osobom, których to może dotyczyć, aby postanowienia tytułu niniejszego wykonały, a gdy o to prawnie będą wezwane, udzieliły pomocy.
Orzeczenie podlega wykonaniu jako prawomocne/natychmiast wykonalne

Jeżeli klauzulę wykonalności umieszcza się na wyroku, opuszcza się wyrazy: „W imieniu Rzeczypospolitej Polskiej”. Jeżeli klauzulę wykonalności umieszcza się na orzeczeniu, w treści klauzuli należy zaznaczyć, czy orzeczenie podlega wykonaniu jako prawomocne, czy jako natychmiast wykonalne. Jeżeli orzeczenie podlega wykonaniu jako prawomocne, w treści klauzuli wykonalności wskazuje się datę, z jaką orzeczenie się uprawomocniło
Jeżeli sąd, nadając klauzulę wykonalności tytułowi egzekucyjnemu opiewającemu na świadczenie pieniężne w walucie obcej, zobowiązuje komornika do przeliczenia tego świadczenia na walutę polską, klauzula wykonalności powinna zawierać ponadto następującą treść: 

Sąd zobowiązuje komornika do przeliczenia świadczenia pieniężnego wyrażonego w walucie obcej na walutę polską według średniego kursu waluty obcej ogłoszonego przez Narodowy Bank Polski na dzień sporządzenia planu podziału, a jeżeli planu nie sporządza się – na dzień wypłaty kwoty wierzycielowi.